# A Wife's Sacrifice
A Wife's Sacrifice é um filme mudo norte-americano de 1916, do gênero drama produzido e distribuído pela Fox Film Corporation. O filme é agora considerado perdido.

## Elenco
- Robert B. Mantell - Conde de Moray
- Genevieve Blinn - Countess de Moray
- Claire Whitney - Pauline de Moray
- Louise Rial - Madam de la Marche
- Henry Leone - Maltia
- Genevieve Hamper - Gorgone
- Stuart Holmes - Peppo
- Walter Miller - Elliott Drakew
- Walter McCollough - Robert Burel
- Jane Lee - Marie Magnetti
- William Gerald - Muller
- Franklin B. Coates - Valier, Cônsul em Calcutá